# Geschiedenis van Namibië

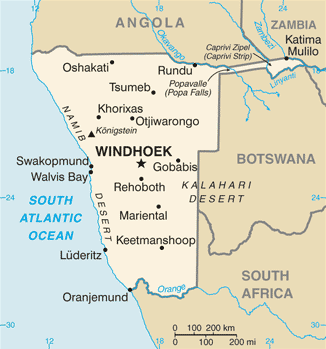

Dit artikel beschrijft de geschiedenis van Namibië, van de oudheid tot de moderne tijd.

## Eerste bewoners
De San, ook bekend onder de naam Bosjesmannen, waren de eerste bewoners van de regio. Zij woonden daar al voor het begin van de moderne jaartelling. De San waren jagers en verzamelaars en hielden er een nomadische levensstijl op na. Hun dieet bestond uit fruit, noten, plantenwortels, maar ze jaagden tevens op verschillende soorten antilopen.
Na verloop van tijd trokken andere bevolkingsgroepen de regio. Het noorden van Namibië en zuiden van Angola werd bewoond door de Ovambo en de nauw verwante Kavango. Beiden behoorden tot de Bantoevolken. Zij deden beiden aan landbouw en maakten metalen gereedschappen. Heel veel verder zuidelijk kwamen ze niet wegens gebrek aan geschikte landbouwgronden.
Rond het jaar nul vestigden de Nama en Khoikhoi zich langs de Oranjerivier, in de buurt van de huidige grens tussen Namibië en Zuid-Afrika. Zij waren schaapherders. In de negende eeuw maakten de Damara hun opwachting in de regio. Zij zijn niet verwant aan de Nama of de Khoikhoi, hoewel ze tot dezelfde taalgroep behoren. Het is niet duidelijk waar hun oorsprong ligt, maar zij betrokken een gebied in Centraal-Namibië, dat tegenwoordig bekendstaat onder de naam Damaraland.
In de zeventiende eeuw volgden nog de Herero, een volk bestaande uit schaapherders. Zij arriveerden in Namibië vanuit het noordwesten en vestigden zich in Kaokoland in het noorden van Namibië. Sommige stammen trokken in de 19e eeuw verder zuidelijk, richting Damaraland. Diegenen die achterbleven kwamen bekend te staan als de Himba wat in de taal van de Ovambo zo veel als bedelaars betekent. Tijdens de koloniale Duitse bezetting van de regio hadden zij het zwaar te verduren. Een derde deel van het Herero-volk en Nama-volk werd onder Lothar von Trotha tijdens de Namibische Genocide omgebracht. 

## Europese aanwezigheid in de regio
De eerste Europeanen zetten aan het einde van de vijftiende eeuw voet op Namibische bodem. De Portugees Diogo Cão verkende de Afrikaanse kust en meerde aan aan de Geraamtekust. Als aandenken aan zijn bezoek plantte hij een kruis in Kaap Kruis. Een paar jaar later volgde zijn landgenoot Bartolomeu Dias die als eerste Europeaan om Kaap de Goede Hoop voer. Op zijn weg daarnaartoe meerde hij aan in Lüderitz en Walvisbaai. De aanwezigheid van de moeilijk toegankelijke Namibwoestijn voorkwam dat de ontdekkingsreizigers ver landinwaarts trokken.
Nederland had in 1647 in het zuidelijkste puntje van Afrika de Kaapkolonie gevestigd, die zich gestaag naar het noorden uitbreidde. Het zou echter nog tot het einde van de 18e eeuw duren voordat deze Europese invloeden duidelijk merkbaar werden in Namibië. De Nederlanders besloten de controle over Walvisbaai over te nemen, aangezien het de enige geschikte plek langs de Geraamtekust was voor een zeehaven. In 1797 vielen de Kaapkolonie en Walvisbaai in Britse handen, aangezien Nederland tijdelijk ingelijfd werd bij het Frankrijk van Napoleon Bonaparte.
De enige Europese groepen die aandacht hadden voor Namibië waren de zendelingen. In 1805 begon het Londens Zendingsgenootschap met haar werk in Namibië. Zij vestigde 1811 in het zuiden de stad Bethanië. De kerk die ook werd gebouwd is het vandaag de dag het oudste gebouw in het land. Het Duitse Rijnlands Zendingsgenootschap was vanaf 1840 actief in Namibië en werkte daarbij nauw samen met het Londens Zendingsgenootschap.

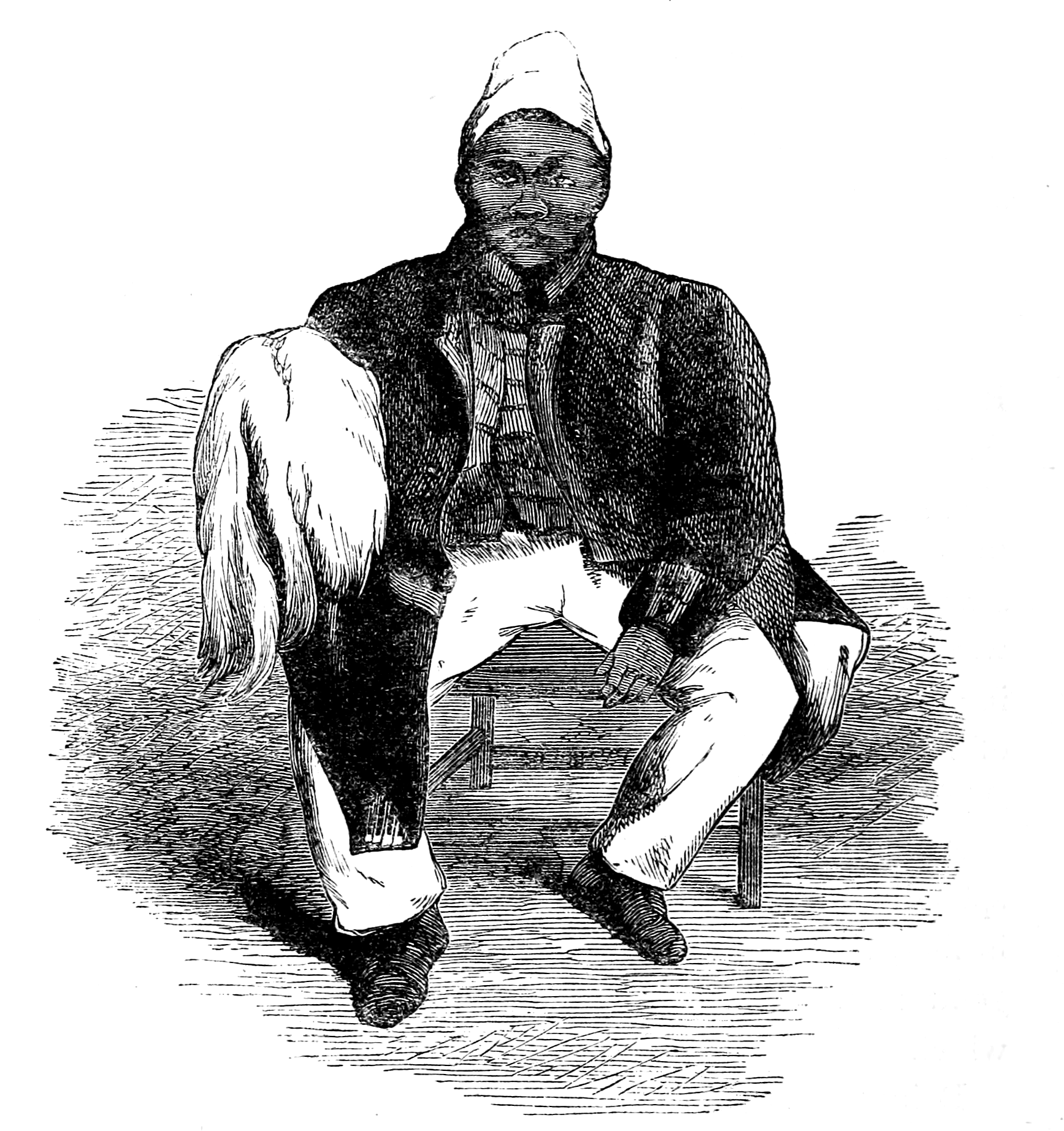
Jonker Afrikaner, portret uit 1861

Vanuit Zuid-Afrika trokken steeds meer Boeren weg en verdreven de Khoisan ten noorden van de Oranjerivier. In de eeuwen daarvoor hadden veel Khoisanvrouwen kinderen gekregen van blanke Boeren. Zij stonden bekend als de Orlam en spraken een taal verwant aan het Afrikaans. Gewapend met geweren zorgden zij voor veel onrust in Namakwaland en het kwam tot een conflict met de Nama. De Orlam stonden onder leiding van Jonker Afrikaner. Met hun geweren waren zij superieur aan de Nama en zij veroverden de beste graasgebieden voor hun kudden. In de jaren dertig van de negentiende eeuw sloot Jonker Afrikaner een verdrag met de Nama, waarin hij afsprak hen te beschermen tegen de Herero die vanuit het noorden oprukten. In ruil daarvoor erkenden de Nama Jonker Afrikaner als hun opperhoofd en betaalden belasting. De Herero trokken vanuit het noorden Damaraland binnen, maar kwamen in conflict met de Orlams, evenals met de Samara. Ook hier bleken de Orlam superieur met hun wapens en de Herero raakten ondergeschikt aan hen.

## Duitse kolonie
De Europese machten kregen pas halverwege de negentiende eeuw belangstelling voor het gebied. In de zogeheten Wedloop om Afrika verdeelden zij het continent onderling. Zowel Duitsland als Groot-Brittannië hadden aandacht voor Namibië.

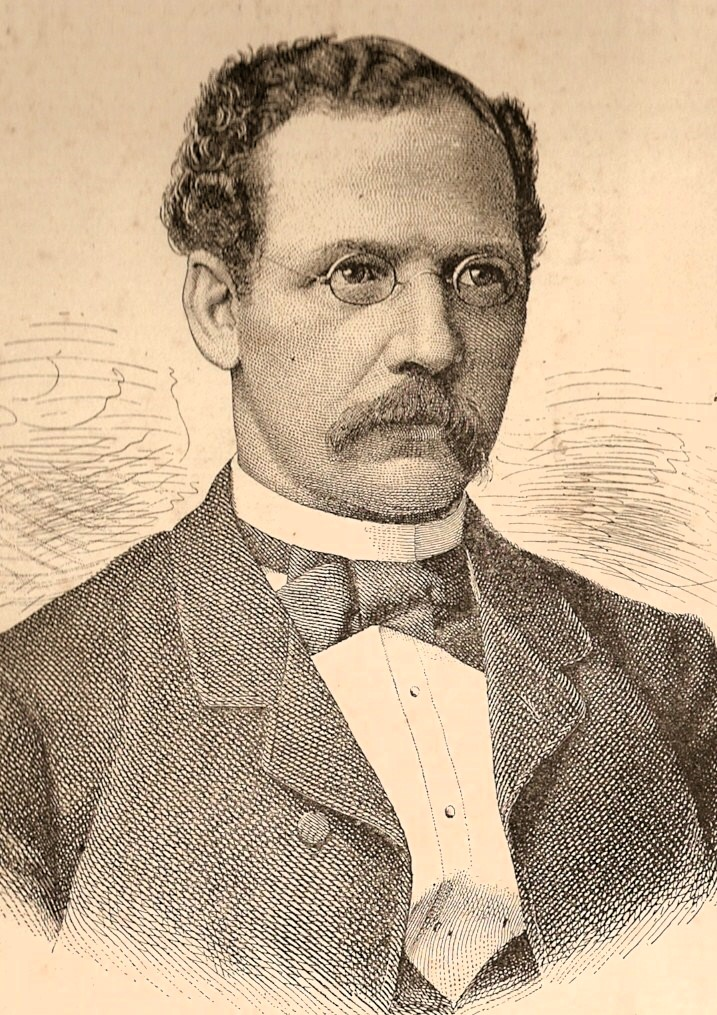
Adolf Lüderitz (1885)

De Duitse handelaar Adolf Lüderitz kocht in 1883 van een Nama-stamhoofd een baai, met de naam Angra Pequena. Hij zou daarvoor tienduizend mark plus 260 geweren betaald hebben. Hij noemde het gebied naar zichzelf Lüderitzland. Volgens de koopovereenkomst was het gebied 20 mijl breed rondom de baai. De Engelse mijl was een gebruikelijke maat van 1,8 km. Na de aankoop stelden de Duitsers echter, dat het ging om Pruisische mijlen, die met 7,5 km vier keer zo lang waren, zodat het gebied 16 keer zo groot werd.

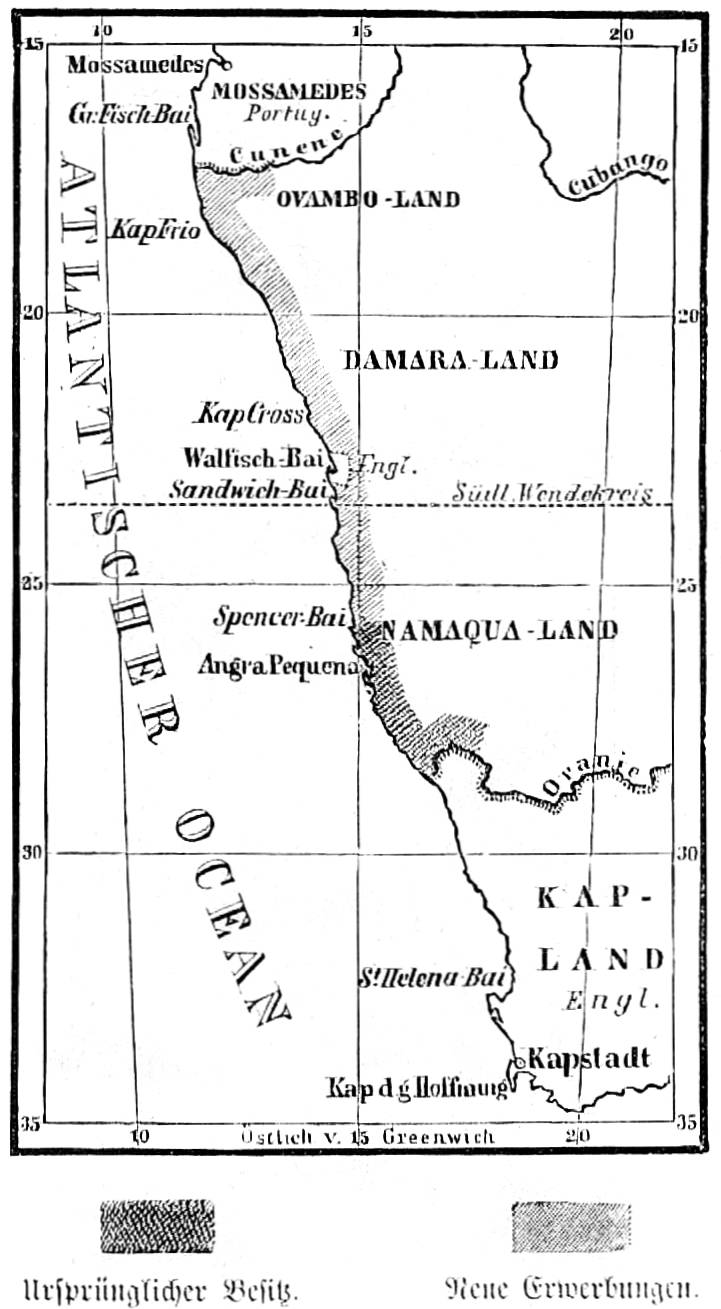
Kuststrook Lüderitzland in 1983

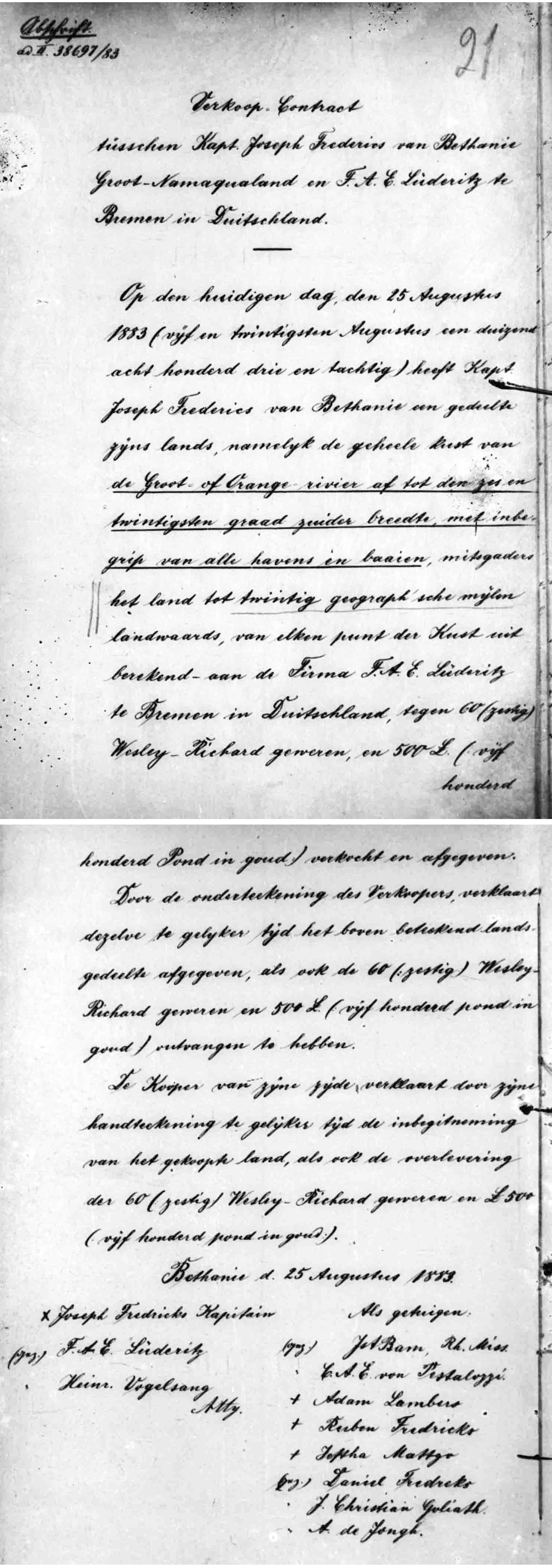
Koopcontract voor Lüderitzland, 1883

In september 1883 nam Lüderitz het land in bezit, onder bescherming van de Duitse marine. In april 1884 werd het officieel onder bescherming van het Duitse Rijk gesteld, waarmee het eerste deel van de kolonie Duits-Zuidwest-Afrika was gevestigd. In augustus werd de Duitse vlag gehesen. De eerste gouverneur was Ernst Heinrich Göring, de vader van de latere nazi-leider Hermann Göring. Dezelfde maand kocht Lüderitz ook de smalle kuststrook vanaf de grens met Zuid-Afrika tot aan de baai. Na verdere aankopen was de hele kuststrook van Namibië, met uitzondering van Walvisbaai in Duits bezit. De Britten stonden toe dat Nederland Walvisbaai in 1878 annexeerde.
In 1890 sloten Groot-Brittannië en Duitsland het Zanzibarverdrag af, waarbij het Duitse Rijk het "recht" kreeg om Zuidwest-Afrika en het hedendaagse Tanzania te koloniseren. Ook kreeg Duitsland de beschikking over de zogeheten Caprivistrook, vernoemd naar de Duitse kanselier Leo von Caprivi. Dit was een strook land van 30 kilometer wijd en 450 kilometer breed die Zuidwest-Afrika verbond met de Zambezi-rivier. In ruil voor het eiland Heligoland in de Noordzee ontving Groot-Brittannië bovendien het eiland Zanzibar in Oost-Afrika. Op basis van het Zanzibarverdrag omvatte Zuidwest-Afrika uiteindelijk heel huidig Namibië.
In 1903 woonden er ongeveer 3700 Duitsers in de regio, in 1910 was het aantal opgeklommen naar 13.000. Wat bijdroeg aan de (blanke) bevolkingsgroei was de vondst van diamanten in 1908. Dat trok veel gelukszoekers aan.

### Volksopstand
Vrij snel nadat Namibië een Duits protectoraat werd kwam het tot verschillende conflicten met de lokale bevolking, met name de Namaqua. Zij verzetten zich onder leiding van Hendrik Witbooi tegen de nieuwe machthebbers, maar wisten geen vuist te maken. Zij werden in 1894 gedwongen een vredesakkoord te sluiten, waarbij ze toestemming kregen hun wapens te houden. Majoor Theodor Leutwein werd in 1894 benoemd tot gouverneur van de kolonie. Hij probeerde het gebied te besturen met zo min mogelijk bloedvergieten, maar het bleef onrustig. 

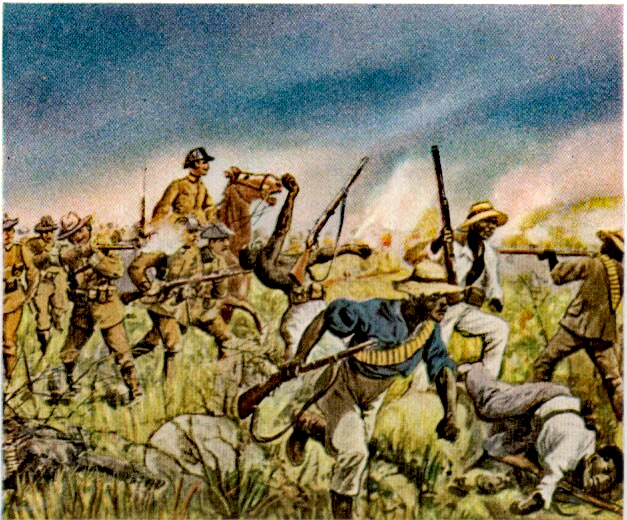
Duitse soldaten in gevecht met de Herero op een schilderij van Richard Knötel

In 1904 vielen de Herero- en de Namabevolking verschillende afgelegen boerderijen aan, waarbij zo'n 150 Duitsers omkwamen. Leutwein werd van zijn bevel ontheven en vervangen door generaal Lothar von Trotha. In eerste instantie wisten de inheemse rebellen, met Witbooi wederom aan het hoofd, zich goed te weren tegen de Duitse elitetroepen, de zogeheten Schutztruppe. Vanuit Duitsland arriveerden veertienduizend nieuwe manschappen. Zij brachten de opstandelingen een definitieve nederlaag toe in 1905 bij de Slag om Waterberg
In een poging te ontsnappen aan de Duitsers trokken veel Herero naar Omaheke, maar kwamen om door honger of dorst. Duitse troepen bewaakte elke waterbron en schoten elke volwassen man neer. Slechts een paar opstandelingen slaagden erin hun leven te redden door naar de omliggende Britse gebieden te vluchten. De gebeurtenis kwam bekend te staan als de Namibische Genocide. Een geschat aantal van tussen de 24.000 en 65.000 Herero's (50 tot 70 procent van de gehele Hereropopulatie) en tienduizend Nama (de helft van de bevolking) verloren het leven. De Verenigde Naties zouden de gebeurtenis later duiden als de eerste genocide van de twintigste eeuw.

## Zuid-Afrikaans mandaatgebied
Zuid-Afrika was lid van het Britse Gemenebest en bezette in 1915, na de uitbraak van de Eerste Wereldoorlog, de Duitse kolonie. In 1920 werd het door de Volkenbond aan Zuid-Afrika toegewezen als mandaatgebied. De raciale segregatie, die door de Duitsers was geïntroduceerd, werd verder doorgevoerd en kreeg een wettelijke basis. Dit systeem werd apartheid genoemd. Vanaf 1968 werden met het Plan Odendaal bantoestans of thuislanden gecreëerd, waarmee elke bevolkingsgroep zijn eigen reservaat kreeg. De naam van het land veranderde naar Zuidwest-Afrika.

### Onafhankelijkheidsstrijd
Net als in de rest van Afrika ontstonden er eind jaren 1950 onafhankelijkheidsbewegingen in Namibië. Zo werd in 1959 de South West Africa National Union (Swanu) opgericht en in 1960 de South West Africa People's Organisation (Swapo). Deze en andere bewegingen begonnen een lange oppositie tegen het apartheidsbewind en de kolonisatie. Vanaf 1966 startte de Zuid-Afrikaanse Grensoorlog en voerde Swapo, met haar gewapende tak het People's Liberation Army of Namibia, ook een gewapende opstand tegen het Zuid-Afrikaanse regime.
De Angolese Burgeroorlog van 1975 tot 1988 had ook invloed op het leven van de Namibiërs in het noorden van het land, doordat het leidde tot een vluchtelingenstroom van zo'n dertigduizend Angolezen.

### Internationale inmenging
Ook internationaal was er verzet tegen het politieke systeem en de kolonisatie. De Verenigde Naties verwierp in 1946 het voorstel van Zuid-Afrika om Zuidwest-Afrika als vijfde provincie in te lijven. In 1978 nam de VN Resolutie 435 aan, waarmee Zuid-Afrika's bestuur in Namibië door de VN illegaal werd verklaard en haar aanwezigheid een bezetting werd genoemd. Het land werd opgeroepen zich terug te trekken om Namibië te verzelfstandigen. Hoewel Zuid-Afrika Namibië het land officieel niet inlijfde functioneerde het de facto als vijfde provincie. De witte minderheid in Namibië had een eigen vertegenwoordiging in het geheel uit blanken bestaande parlement van Zuid-Afrika.
Vijf westerse landen, de Verenigde Staten, Canada, Frankrijk, de Bondsrepubliek Duitsland en Groot-Brittannië, vormden de Western Contact Group die een vreedzame oplossing van het conflict nastreefde. Zij dwongen Zuid-Afrika ertoe om ook met Swapo en de buurlanden te onderhandelen en hen niet uit te sluiten zoals ze deden bij onder andere de Turnhalle Constitutionele Conferentie in 1977 (waar men pseudo-onafhankelijke etnische regeringen wilde opzetten).

## Onafhankelijkheid

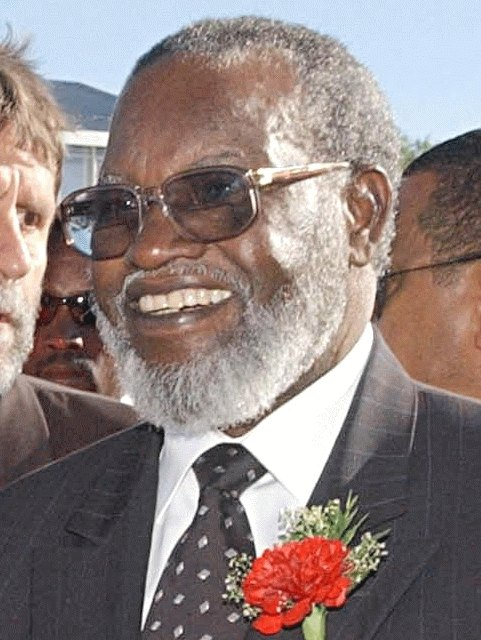
Sam Nujoma, de eerste president van Namibië

In 1988 werd resolutie 435 door alle partijen ondertekend en werd het onafhankelijkheidsproces in gang gezet. De Verenigde Naties stuurden de UNTAG-missie, met Martti Ahtisaari als hoofd, om de transitie bij te staan. In november 1989 vonden er verkiezingen voor de Grondwettelijke Vergadering plaats. Deze Grondwettelijke Vergadering legde de Grondwet vast. Op 21 maart 1990 werd het land onafhankelijk en kreeg het een nieuwe naam: Namibië. Walvisbaai en enkele eilanden voor de kust van Namibië bleven wel een kolonie van Zuid-Afrika. In 1994, met het einde van het apartheidsregime in Zuid-Afrika, werden deze gebieden uiteindelijk aan Namibië overgedragen.
De eerste president van het land werd Sam Nujoma die zijn eed aflegde op de Onafhankelijkheidsdag. Swapo, de beweging waarvan Nujoma leider was, legde de wapens neer en werd een politieke partij. Haar strijders gingen deels op in het Namibische leger. Een democratisch meerpartijenstelsel kwam tot stand, met Swapo als zeer dominante partij die elke verkiezing tot op heden won. In 2005 liet Nujoma na 15 jaar het presidentschap over aan zijn partijgenoot Hifikepunye Pohamba. Op zijn beurt werd hij tien jaar later opgevolgd door Hage Geingob.
In 1999 vond er in de regio Caprivi een afscheidingspoging plaats door het Caprivi Liberation Army. Vanaf 2001 werd het gebied weer veilig verklaard.